# Heliconia farinosa
Heliconia farinosa là một loài thực vật có hoa trong họ Heliconiaceae. Loài này được Raddi mô tả khoa học đầu tiên năm 1820.